# Harry M. Clabaugh
Harry Morris Clabaugh (* 16. Juli 1856 in Cumberland, Maryland; † 6. März 1914 in Washington, D.C.) war ein US-amerikanischer Jurist und Politiker. Nach seiner Berufung durch Präsident William McKinley fungierte er von 1899 bis zu seinem Tod im Jahr 1914 als Bundesrichter.

## Werdegang
Nach seinem Schulabschluss besuchte Harry Clabaugh die Law School der University of Maryland in Baltimore und erwarb dort im Jahr 1878 den Bachelor of Laws, woraufhin er in Baltimore als Rechtsanwalt zu praktizieren begann. Von 1880 bis 1904 war er mit seiner Praxis im Carroll County ansässig. Zwischen 1891 und 1899 hatte Clabaugh den Vorsitz der Republikanischen Partei von Maryland inne. 1895 wurde er zum Attorney General seines Staates gewählt; diesen Posten behielt er bis 1899.
Am 21. Februar 1899 wurde Clabaugh durch Präsident McKinley als Nachfolger des zum US-Senator für Maryland gewählten Louis E. McComas zum Richter am Bundesbezirksgericht für den District of Columbia ernannt. Nach der Bestätigung durch den US-Senat, die am 2. März erfolgte, konnte er sein Amt antreten. Als der Vorsitzende dieses Gerichtshofes, Edward Franklin Bingham, am 30. April 1903 in den Ruhestand ging, nominierte Präsident Theodore Roosevelt Harry Clabaugh für dessen Nachfolge. Da sich der Kongress in der Sitzungspause befand, wurde dafür ein Recess Appointment genutzt. Nach der obligatorischen regulären Ernennung am 10. November desselben Jahres nahm der Senat die formale Bestätigung sechs Tage später vor. Clabaugh saß dem Bundesgericht für den Bundesbezirk bis zu seinem Tod am 6. März 1914 vor. Sein Nachfolger wurde James Harry Covington.